# Мабан
Мабан (мабаан) — народ в Судане, проживающий в пограничной области штатов Голубой Нил и Верхний Нил. Относится к северным луо. Численность около 100 тыс. человек.
Язык мабан (другие названия: южный бурун, джумджум) принадлежит к нилотской ветви кир-аббайской семьи восточносуданской надсемьи языков.
Живут в близко расположенных друг к другу поселениях. Основное занятие — скотоводство.
Внешние данные типичны для представителей негроидов.
Большинство исповедуют традиционные верования (культ сил природы, культ предков), часть — мусульмане.
Вместе с алур, ачоли, бурун, шиллук, ануак, джур, тури, бор некогда составляли сильное негритянское королевство, так называемое «божественное царство» (divine kingdom) в этнографических исследованиях, простиравшееся на север вплоть до Хартума. Однако к V веку н. э. оно пришло в упадок.